# Родионов, Александр Михайлович (хоккеист)
Александр Михайлович Родионов (род. 4 января 1990, Магнитогорск, Челябинская область) — российский хоккеист, защитник тюменского «Рубина» (ВХЛ).

## Карьера
Пять лет игровой карьеры провёл в медногорском «Металлурге», выступающем в первой лиге чемпионата России. Параллельно играл в клубах высшей лиги и МХЛ.
С 2012 года играет за усть-каменогорский «Казцинк-Торпедо». В 2013 году вернулся в «Южный Урал» .
В октябре 2016 года расстался с клубом «Южный Урал» и перешёл в команду клуба «Спутник» г. Нижний Тагил.